# レヴォケイション
レヴォケイション (Revocation)は、アメリカ合衆国のデスラッシュバンド。2000年にマサチューセッツ州ボストンで結成された。

## メンバー

### 現ラインナップ
- デイヴィッド・デイヴィッドソン (David Davidson) – ボーカル、ギター (2000 – )
- ブレット・バンバーガー (Brett Bamberger) – ベース (2012 – )
- アッシュ・ピアソン (Ash Pearson) – ドラムス (2015 – )

### 旧メンバー
- ダン・ガルジュロ (Dan Gargiulo) – ギター、コーラス (2010 – 2020)
- アンソニー・ビューダ (Anthony Buda) – ベース、コーラス (2000 – 2012)
- フィル・デュボア＝コイン (Phil Dubois-Coyne) – ドラムス (2000 – 2015)

## ディスコグラフィ

### オリジナル・アルバム
- Empire of the Obscene (2008年)
- エグジステンス・イズ・フュータイル - Existence Is Futile (2009年)
- カオス・オブ・フォームス - Chaos of Forms (2011年)
- レヴォケイション - Revocation (2013年)
- デスレス - Deathless (2014年)
- Great Is Our Sin (2016年)
- The Outer Ones (2018年)

### EP盤
- Summon the Spawn (2006年)
- Teratogenesis (2012年)